# Gató de Minorque
Le gató est un dessert espagnol originaire de l'île de Minorque. Il s'agit d'un gâteau moelleux dont le plus remarquable est l'absence de farine et qu'on y trouve la même quantité de sucre que de poudre d'amande.
Le mot gató vient du mot français « gâteau », écrit à l'espagnole. Ce nom a émergé à Minorque pendant l'invasion des Français, qui appelaient « gâteau » la recette espagnole, inconnue d'eux, parce qu'elle avait l'air de gâteaux français de l'époque, qui par contre étaient faits à base de farine.